# Indukovaná pluripotentní kmenová buňka

Schéma generování indukovaných pluripotentních kmenových buněk.(1) Izolace a kultivace somatické buňky. (2) Transdukce genů do buněk pomocí virových vektorů. Červeně značené buňky představují buňky exprimující exogenní geny. (3) Sklizeň a kultivace buněk podle embryonální buněčné kultury s použitím mitoticky inaktivovaných podpůrných buněk (světle šedá). (4) Malá podskupina transfekovaných buněk se stane buňkami iPSC a vytvoří kolonie podobné embryonálním.

Indukovaná pluripotentní kmenová buňka (iPSC) je odvozena z dospělé (somatické) buňky in vitro indukcí pluripotence, čímž se obchází etická dilemata kolem použití embryonálních kmenových buněk; buňky jsou sklízeny neinvazivně a mohou být transplantovány autologně, což snižuje imunitní odpověď a odmítnutí. Laicky řečeno, iPSC je uměle připravená kmenová buňka, vytvořená z původně zcela obyčejné buňky získané typicky z těla dospělce. Zatímco původní buňka byla diferencovaná (měla určen svůj buněčný osud), indukovaná pluripotentní buňka je pluripotentní, což znamená, že z ní může vzniknout jakákoliv buňka v těle dospělce (diferenciací). To zvyšuje její potenciál pro využití u různých chorobných procesů. Vzhledem k tomu, že iPSC lze v zásadě získat z jakékoli dospělé tkáně včetně kůže, potenciální zásoba zdrojových buněk je o mnoho řádů větší než u jiných typů kmenových buněk.

## Tvorba iPSC buněk
Indukované pluripotentní kmenové buňky byly poprvé vytvořeny týmem Shinya Yamanaka na Kyoto University v Japonsku v roce 2006. Přeprogramování lidských buněk na iPSC bylo hlášeno v roce 2007.
Buňky jsou přeprogramovány do pluripotentního stavu in vitro indukovanou expresí čtyř transkripčních faktorů Oct4/Sox2/c-Myc/KLF4 nebo Oct4/Sox2/NANOG/LIN28. Zatímco tato kombinace je nejběžnější při vytváření iPSC, každý z faktorů může být funkčně nahrazen souvisejícími transkripčními faktory, miRNA, malými molekulami nebo dokonce nesouvisejícími geny, jako jsou specifikátory linie.
Oct-3/4 a některé produkty rodiny genů Sox (Sox1, Sox2, Sox3 a Sox15) byly identifikovány jako klíčové transkripční regulátory zapojené do procesu indukce, jejichž absence znemožňuje tento proces. Byly však identifikovány další geny, včetně určitých členů rodiny Klf (Klf1, Klf2, Klf4 a Klf5), rodiny Myc (c-myc, L-myc a N-myc), Nanog a LIN28, které zvyšují účinnost indukce. 
Ačkoli počáteční derivace vyžadovala retrovirovou transfekci, nedávný pokrok v technikách přípravy kmenových buněk umožňuje jejich vytvoření s použitím neintegračních technik, což zlepšuje jejich bezpečnostní profil.

## Využití iPSC buněk
iPSC by mohly nahradit použití embryonálních kmenových buněk a mohly by být překonány různé etické problémy týkající se používání embryí ve výzkumu. Jejich hlavní potenciál je viděn v oblasti regenerativní medicíny.
iPSC jsou v současné době hodnoceny v rámci preklinických studií trojrozměrného (3D) tisku orgánů, hojení ran a angiogeneze. Ačkoli je třeba se ještě hodně dozvědět o jejich bezpečnosti a metodách generování před použitím u lidí, iPSC jsou již zkoumány v klinických studiích modelování onemocnění včetně kardiomyopatie, poruchy autistického spektra, onemocnění koronárních tepen, onkologie a cystické fibrózy.
Mnoho toxických sloučenin (různé chemikálie, léčiva nebo podmínky prostředí), se kterými se lidé setkávají, a nově navržená léčiva mohou být hodnoceny z hlediska toxicity a účinků pomocí iPSC.

## Nobelova cena
Nobelovu cenu za fyziologii a lékařství za rok 2012 získali společně John B. Gurdon a Shinya Yamanaka.
Nobelova cena oceňuje dva vědce, kteří objevili, že zralé specializované buňky lze přeprogramovat tak, aby se staly nezralými buňkami schopnými vyvinout se do všech tkání těla. Jejich zjištění způsobila revoluci v našem chápání toho, jak se vyvíjejí buňky a organismy.
John B. Gurdon v roce 1962 objevil, že specializace buněk je reverzibilní. V klasickém experimentu nahradil nezralé buněčné jádro ve vaječné buňce žáby jádrem ze zralé střevní buňky. Z této upravené vaječné buňky se vyvinul normální pulec. DNA zralé buňky měla stále všechny informace potřebné k vývoji všech buněk v žábě.
Shinya Yamanaka objevil o více než 40 let později, v roce 2006, jak lze intaktní zralé buňky u myší přeprogramovat, aby se z nich staly nezralé kmenové buňky. Překvapivě tím, že zavedl pouze několik genů, dokázal přeprogramovat zralé buňky tak, aby se staly pluripotentními kmenovými buňkami, tedy nezralými buňkami, které jsou schopny se vyvinout do všech typů buněk v těle.